# Route nationale 12 (Inde)
Pour les articles homonymes, voir Route nationale 12.
La Route nationale 12 (en anglais : National Highway 12, sigle NH 12), une route nationale  en Inde qui commence à Dalkhola (en) et se termine à Bakkhali.

## Tracé
La NH 12 par de son croisement de la NH 27 à Dalkholadans le district du Dinajpur septentrional puis traverse  Karandighi, Maharajahat Raiganj, Gazole, Malda, le Barrage de Farakka, Umarpur Murshidabad, Baharampur, Beldanga, Bethuadahari, Krishnanagar, Ranaghat, Barasat, Dankuni , Santragachi, Behala, Joka, Amtala, Diamond Harbour et Kakdwip (en),.

## Histoire
Avant la renumérotation de 2010, la route était la NH 34.